# Омельчук, Олег Петрович
Олег Петрович Омельчук (род. 7 июня 1983, Великие Селища) — украинский стрелок, мастер спорта Украины международного класса по пулевой стрельбе, бронзовый призёр чемпионата мира 2018 года. Бронзовый призёр Олимпийских игр 2020 в Токио.

## Биография
В 2002 году начал работать в Министерстве по делам семьи, молодёжи и спорта — спортсмен-инструктор. В 2005 году окончил Международный экономико-гуманитарный университет имени академика Степана Демьянчука по специальности «финансы».
Неоднократный победитель первенств и чемпионатов Украины, чемпион Европы и мира в командном зачёте среди юниоров, победитель финала Кубка мира. Трижды выигрывал этапы Кубка мира, дважды был призёром. Бронзовый призёр чемпионата Европы в личном зачете 2001 года. Участник XXIX летних Олимпийских игр в Пекине — занял четвёртое место. На Олимпийских играх 2012 года в Лондоне стал пятым в стрельбе на 10 м и 29-м — на 50 м. Участвовал также в Олимпийских играх 2016 года.
С 2001 года постоянно входит в десятку лучших спортсменов Ровенской области по олимпийским видам спорта. Рекордсмен Украины в упражнении ПП-3 (пневматический пистолет) 2009 года.
В марте 2010 года на чемпионате Европы по стрельбе в городе Мерокер (Норвегия) в составе команды завоевал серебряную медаль — стрельба из пневматического пистолета на 10 метров (упражнение ПП-3) — вместе с Олегом Степко (Днепропетровск), уступили команде РФ 2 балла. Весной 2013 года в Форт-Беннинге (США) на Кубке мира по пулевой стрельбе в стрельбе из пневматического пистолета показал второй результат. В конце мая 2016 года получил золотую награду на этапе Кубка мира по пулевой стрельбе в Мюнхене.

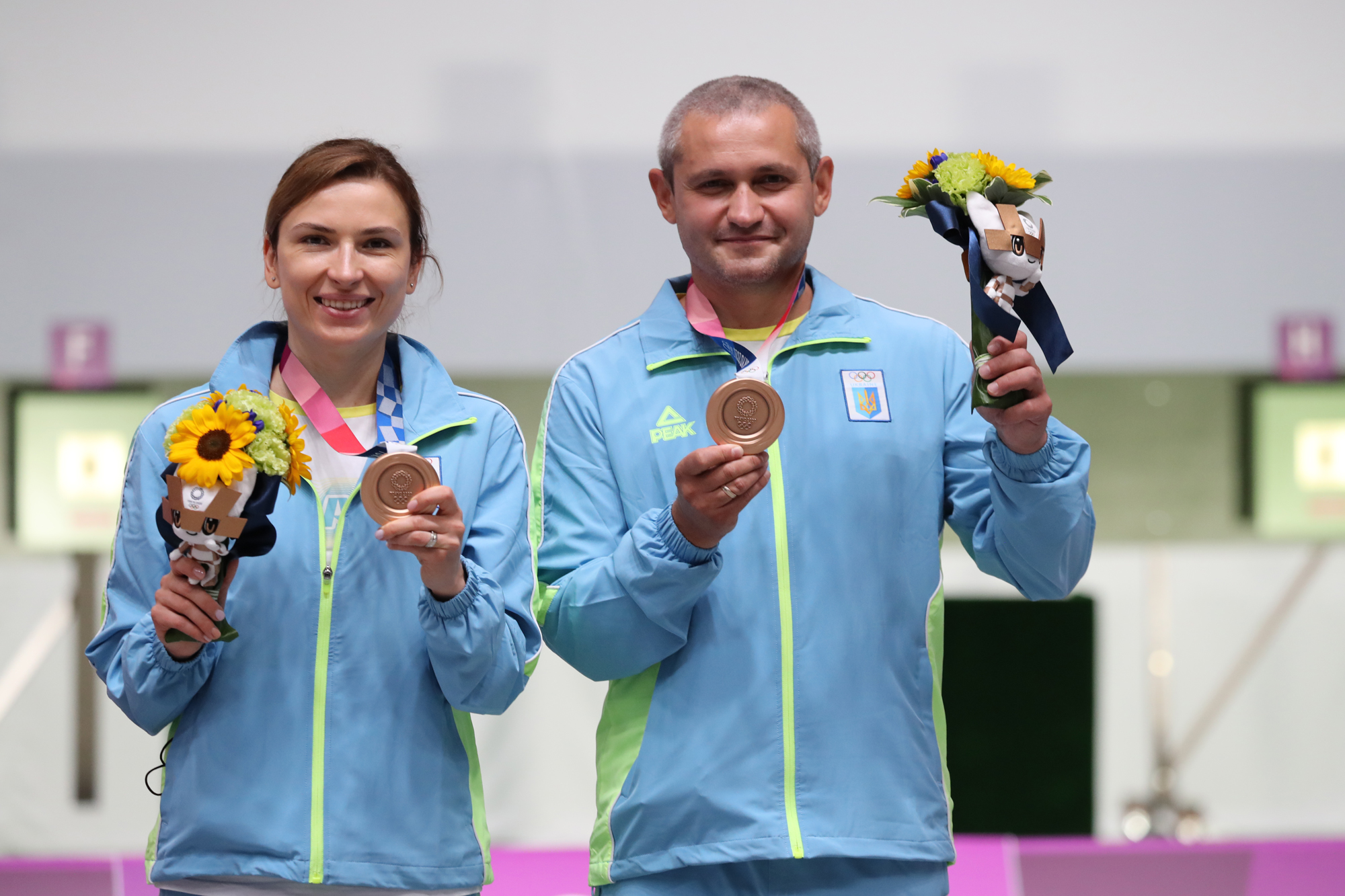
Олег Омельчук и Елена Костевич с бронзовыми медалями на Летних Олимпийских играх 2020 в Токио

25 мая 2018 года установил мировой рекорд в пулевой стрельбе из малокалиберного пистолета на дистанции 10 метров. 2 сентября 2018 года в паре с Еленой Костевич выиграл бронзовую медаль чемпионата мира в смешанных командных соревнованиях. 23 марта 2019 года Олег Омельчук в дуэте с Еленой Костевич в Осиеке (Хорватия) стали чемпионами Европы в соревнованиях смешанных команд.
На II Европейских играх 2019 завоевал серебро в стрельбе из пневматического пистолета на 10 м и получил лицензию Олимпийских игр 2020 в этой дисциплине.
27 июля 2021 года Олег Омельчук вместе с Еленой Костевич завоевали бронзовую медаль в стрельбе из пневматического пистолета с десяти метров на Олимпиаде в Токио.
Имеет воинское звание капитан, стипендиат Президента Украины 2011 года.

## Награды
- Орден «За заслуги» II степени (16 августа 2021) — за достижение высоких спортивных результатов на ХХХІІ летних Олимпийских играх в городе Токио (Япония), проявленные самоотверженность и волю к победе[9].
- Орден «За заслуги» III степени (15 июля 2019) — за достижение высоких спортивных результатов на II Европейских играх у г. Минску (Республика Беларусь), проявленные самоотверженность и волю к победе[10].